# Siphona flavipes
Siphona flavipes är en tvåvingeart som först beskrevs av Daniel William Coquillett 1897.  Siphona flavipes ingår i släktet Siphona och familjen parasitflugor.
Artens utbredningsområde är New York. Inga underarter finns listade i Catalogue of Life.